# Кретей (футбольный клуб)
«Кретей» — французский футбольный клуб из одноимённого города, в сезоне 2013/14 выступал в Лиге 2, втором по силе дивизионе Франции. Клуб был основан в 1936 году, домашние матчи проводит на арене «Доминик Дювашель», вмещающей 12 150 зрителей. «Кретей» никогда ни принимал участие в Лиге 1, лучшим результатом клуба в Лиге 2 является 8-е место в сезоне 2005/06.